# Makrokierunek
Makrokierunek – kierunek studiów na uczelniach wyższych, którego program łączy dwie lub więcej tradycyjnych dyscyplin naukowych lub technicznych, lub który kształci na pierwszych dwóch latach w dziedzinie nauk, będących wspólną bazą kilkunastu specjalności, a następnie daje możliwość wyboru jednej z nich jako ostatecznego kierunku dyplomowania.
Celem tworzenia makrokierunków jest kształcenie specjalistów posiadających wiedzę interdyscyplinarną, a z drugiej strony umożliwienie wyboru bardziej precyzyjnej specjalizacji po wstępnym zapoznaniu się wieloma dyscyplinami nauki i techniki.

## Makrokierunki w Polsce
Typowe przykłady makrokierunków to np: "Elektronika, Informatyka i Telekomunikacja" (obejmujące Informatykę, Automatykę, Robotykę, Elektronikę i Telekomunikację), które możne studiować na Wydziale Elektroniki i Technik Informacyjnych Politechniki Warszawskiej, czy "Makrokierunek Humanistyczy" (obejmujący: historię, etnologię, archeologię, filozofię, polonistykę i inne filologie, kulturoznawstwo, pedagogikę, psychologię, studia międzykulturowe), który być może będzie można studiować od 2007 r, na Uniwersytecie Warszawskim. Na Politechnice Śląskiej w Gliwicach dostępny jest Makrokierunek prowadzony w języku angielskim, a w Katowicach makrokierunek "Informatyka przemysłowa". Na Uniwersytecie Przyrodniczym w Poznaniu prowadzony jest makrokierunek "Informatyka i Agroinżynieria" oraz "Ekoenergetyka", a także najnowszy makrokierunek powstały na Uniwersytecie Warmińsko Mazurskim w Olsztynie – "Gastronomia-Sztuka kulinarna". Nowym makrokierunkiem prowadzonym przez Uniwersytet Warszawski jest Samorząd terytorialny i polityka regionalna obejmujący administrację, politologię i prawo.
Zgodnie z zaleceniami Rady Głównej Szkolnictwa Wyższego:
Uczelnia lub kilka uczelni mogą utworzyć makrokierunek co najmniej z dwóch kierunków studiów, z których jeden wybiera student jako kierunek podstawowy. Program nauczania na makrokierunku musi zawierać wszystkie przedmioty kształcenia ogólnego oraz co najmniej 70% przedmiotów podstawowych i kierunkowych określonych w standardach kształcenia podstawowego kierunku studiów w wymiarze nie mniejszym, niż ustalony w tych standardach. Na pierwszym poziomie kształcenia makrokierunek mogą utworzyć jednostki posiadające prawo do nadawania tytułu magistra na wszystkich kierunkach wchodzących w skład makrokierunku. Makrokierunek na drugim poziomie kształcenia mogą utworzyć jednostki posiadające prawo do nadawania tytułu magistra na kierunkach współtworzących makrokierunek oraz prawo do doktoryzowania na jednym z nich.